# Léon Compère-Léandre

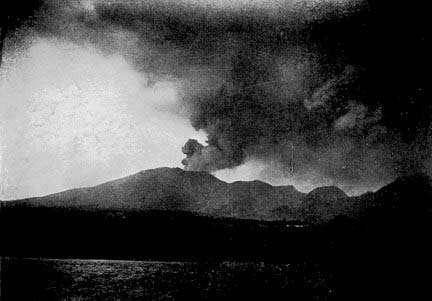
El momento de la primera erupción, 8 de mayo de 1902.

Léon Compère-Léandre (1874?-1936), zapatero de la ciudad de St. Pierre, entonces capital del Departamento francés de Ultramar de la isla francesa de Martinica. Alcanzó la notoriedad al resultar ser uno de los únicos tres sobrevivientes al enorme flujo piroclástico que incineró la ciudad en la monstruosa erupción del Monte Pelée del 8 de mayo de 1902, que arrojó un saldo de 30.000 muertos.

## La falta de datos
No se conocen demasiados datos de Léon Compere-Léandre, porque luego del trágico episodio, decidió retirarse de la vida pública y sumergirse en el anonimato. Ni siquiera se sabe a qué raza pertenecía, existiendo algunas fuentes que afirman que era blanco mientras que otras dicen que se trataba de un mulato.

## Razones de su supervivencia
Las razones de su supervivencia tampoco se han establecido con certeza. Algunos autores manifiestan que se arrojó al mar justo antes de que lo tocara el flujo piroclástico. La gran temperatura que alcanzó el agua le provocó graves quemaduras por ebullición, pero le permitió salir con vida. Otras fuentes señalan que el flujo lo sorprendió durmiendo la siesta en su sótano, mientras que hay quien dice que consiguió apartarse del camino de la nube ardiente. Esta última hipótesis es altamente improbable, ya que el fenómeno se desplazaba a 670 km por hora.

## Sobreviviente de tres catástrofes
Como haya sido, los rescatistas lo hallaron corriendo enloquecido entre las ruinas de St. Pierre y lo enviaron a un hospital improvisado en la ciudad de Fort-de-France, donde se le diagnosticó demencia. En apariencia, esto se debía solamente al estado de shock, ya que pocos días después se lo nombró oficial de policía, se le entregó un arma y se lo envió a las ruinas de la capital para protegerlas contra los saqueadores. Luego de una semana de cumplir servicio de tal suerte, renunció el 20 de mayo de 1902 y escapó del flujo piroclástico de la segunda erupción, al que también sobrevivió.

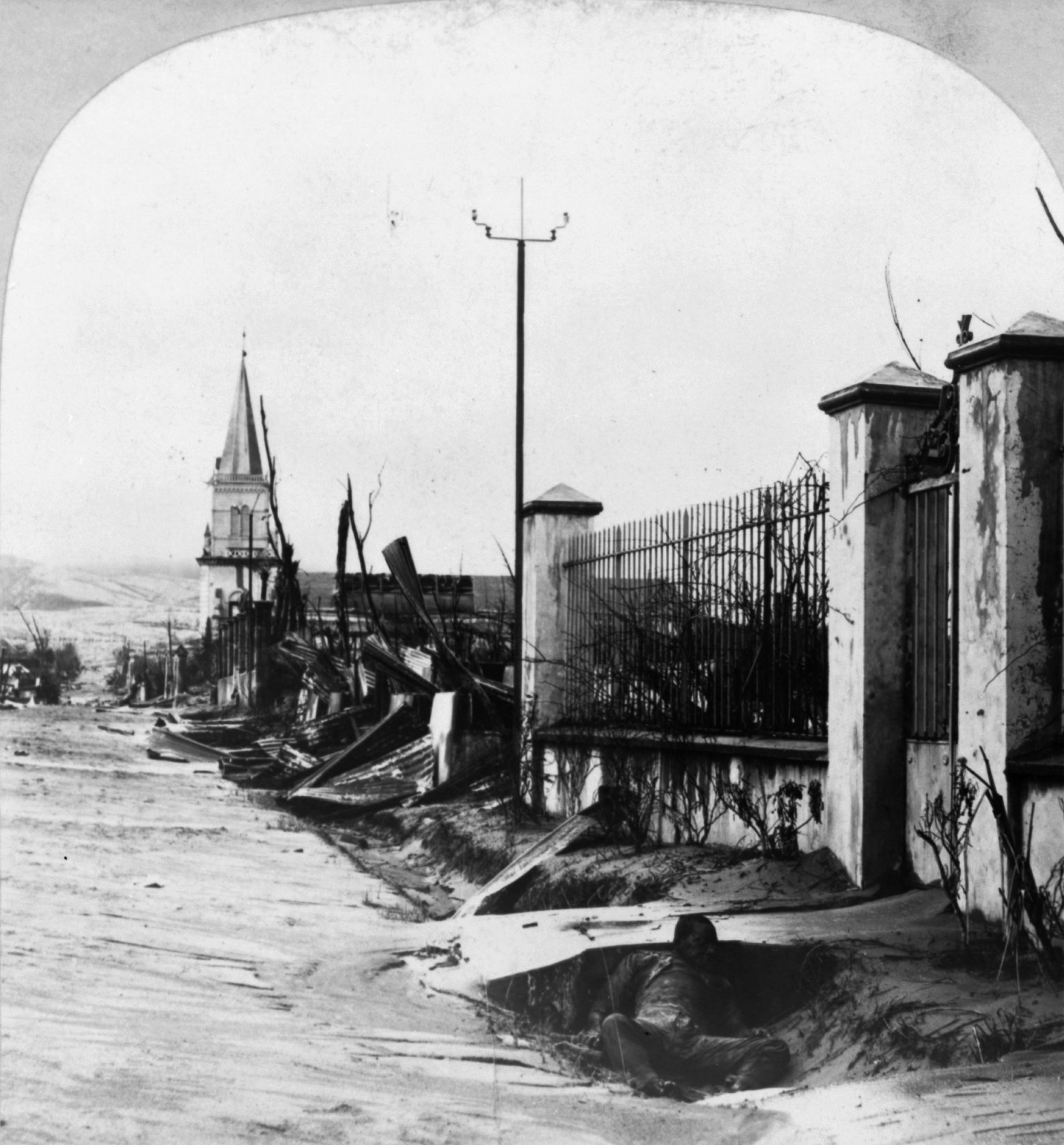
La destrucción de Morne Rouge.

Este hombre de suerte increíble se estableció en Mourne Rouge, en la ladera opuesta del Pelée, justo a tiempo para recibir el 30 de mayo la tercera explosión piroclástica que destruyó también esta ciudad. Por tercera vez se convirtió en uno de los poquísimos sobrevivientes. 
De tal forma, Compère-Léandre se convirtió en el único ser humano que enfrentó tres flujos piroclásticos y vivió para contarlo.

## Descripción autógrafa
Compere-Léandre escribió un impresionante relato de la erupción. Parte de él dice:

"Sentí soplar un viento terrible, la tierra comenzó a sacudirse y el cielo se oscureció de repente. Traté de volverme y buscar refugio en mi casa. Con grandes dificultades trepé los tres o cuatro escalones que me separaban de mi habitación, y sentí que me quemaba los brazos, las piernas y el cuerpo. Me caí sobre la mesa. En ese momento, cuatro personas también buscaron resguardo en mi cuarto, gritando con desesperación y llorando de dolor, a pesar de que sus ropas no mostraban señales de haber estado en contacto con el fuego. Tras unos diez minutos, una de estas personas, la niña de los Delavaud, de diez años de edad, cayó muerta; los otros se fueron. Me levanté y fui a otra pieza, donde encontré a Delavaud, el padre de la niña, todavía vestido y acostado sobre la cama, muerto. Estaba violeta e hinchado, pero sus ropas estaban intactas. Enloquecido y desesperado, me tiré sobre una cama, inerte y a la espera de la muerte. Me recuperé tal vez en una hora, cuando me di cuenta de que el techo se incendiaba. Teniendo todavía algunas fuerzas, con las piernas sangrando y cubiertas de quemaduras, corrí a Fonds-Saint-Denis, a seis kilómetros de St. Pierre".

A pesar del volcán, siguió viviendo en la isla hasta su muerte en 1936, a consecuencia de las heridas recibidas en una caída.
Los otros dos sobrevivientes de la catástrofe fueron el preso convicto Louis-Auguste Cyparis y la niña Havivra Da Ifrile.